# Schweizerische Konferenz für Sozialhilfe
Die Schweizerische Konferenz für Sozialhilfe (SKOS) ist ein Fachverband, der sich für die Ausgestaltung und Entwicklung der Sozialhilfe in der Schweiz engagiert. Die Organisation setzt sich aus Vertretern von Gemeinden, Kantonen, vom Bund sowie von privaten Organisationen des Sozialbereichs zusammen. Ihr Leitmotiv ist die Unterstützung und Integration von Menschen in Not. Der Verband wurde 1905 als Konferenz der Armenpfleger gegründet und nannte sich zwischenzeitlich Schweizerische Konferenz für öffentliche Fürsorge (SKöF).

## Organisation
Die SKOS ist ein Verein. Entscheidungen werden vom Vorstand oder von der Mitgliederversammlung gefällt. Im Vorstand sind alle Vorstehenden der kantonalen Sozialämter, Vertreter von Städten, Gemeinden und Regionen sowie der privaten Sozialhilfe vertreten. Auch einige Bundesämter gehören zum Vorstand, allerdings mit beratender Stimme. Die SKOS hat mehr als 900 Mitglieder. Seit dem 23. Mai 2019 amtiert der Basler LDP-Nationalrat Christoph Eymann als Präsident der SKOS. Er löste alt-Nationalrätin und Sozialvorsteherin Therese Frösch (Grüne) und Felix Wolffers (SP), Leiter des Sozialamts der Stadt Bern, als Co-Präsidium der SKOS ab. Sie folgten auf Walter Schmid (parteilos), der von 1999 bis 2014 Präsident war.

## Tätigkeiten
Die SKOS erarbeitet Richtlinien für die Bemessung der Sozialhilfe. Die so genannten SKOS-Richtlinien haben empfehlenden Charakter und werden erst durch die kantonale Gesetzgebung rechtlich bindend. Alle Kantone orientieren sich an den SKOS-Richtlinien. Die SKOS-Richtlinien werden von einer Fachkommission bestehend aus Praktikern erarbeitet. Alle Anpassungen der Richtlinien werden vom Vorstand der SKOS und der Schweizerischen Konferenz der kantonalen Sozialdirektoren (SODK) verabschiedet.
Neben dem Erarbeiten der SKOS-Richtlinien entwickelt die SKOS Arbeitsinstrumente für die Praxis und ist Anlaufstelle für ihre Mitglieder bei Fragen zur Sozialhilfe und zur beruflichen und sozialen Integration. Die SKOS betreibt selber Forschungs- und Grundlagenarbeit zu sozialpolitischen Fragen.
Ausserdem ist die SKOS eine Akteurin der schweizerischen Sozialpolitik. Sie nimmt Stellung bei Vernehmlassungen und leistet Lobbyarbeit.